# آرثر غرينوود
آرثر غرينوود (بالإنجليزية: Arthur Greenwood)‏ هو كاتب وسياسي بريطاني (وحمل سابقاً جنسية المملكة المتحدة لبريطانيا العظمى وأيرلندا)، ولد في 8 فبراير 1880 في ليدز في المملكة المتحدة، وتوفي في 9 يونيو 1954 في لندن في المملكة المتحدة. حزبياً، نشط في حزب العمال.

## مناصب
- في الانتخابات العامة في المملكة المتحدة 1922 [الإنجليزية]‏، انتخب عضو برلمان المملكة المتحدة الـ32 عن دائرة نلسون وكلن [الإنجليزية]‏ (15 نوفمبر 1922 – 16 نوفمبر 1923).
- في الانتخابات العامة في المملكة المتحدة 1923 [الإنجليزية]‏، انتخب عضو برلمان المملكة المتحدة الـ33 عن دائرة نلسون وكلن [الإنجليزية]‏ (6 ديسمبر 1923 – 9 أكتوبر 1924).
- في الانتخابات العامة في المملكة المتحدة 1924 [الإنجليزية]‏، انتخب عضو برلمان المملكة المتحدة الـ34 عن دائرة نلسون وكلن [الإنجليزية]‏ (29 أكتوبر 1924 – 10 مايو 1929).
- في الانتخابات العامة في المملكة المتحدة 1929 [الإنجليزية]‏، انتخب عضو برلمان المملكة المتحدة الـ35 عن دائرة نلسون وكلن [الإنجليزية]‏ (30 مايو 1929 – 7 أكتوبر 1931).
- في الانتخابات الفرعية في مجلس العموم البريطاني [الإنجليزية]‏، انتخب عضو برلمان المملكة المتحدة الـ36 عن دائرة ويكفيلد (21 أبريل 1932 – 25 أكتوبر 1935).
- في الانتخابات العامة في المملكة المتحدة 1935 [الإنجليزية]‏، انتخب عضو برلمان المملكة المتحدة الـ37 عن دائرة ويكفيلد (14 نوفمبر 1935 – 15 يونيو 1945).
- في الانتخابات العامة في المملكة المتحدة 1945 [الإنجليزية]‏، انتخب عضو برلمان المملكة المتحدة الـ38 عن دائرة ويكفيلد (5 يوليو 1945 – 3 فبراير 1950).
- في الانتخابات العامة في المملكة المتحدة 1950 [الإنجليزية]‏، انتخب عضو برلمان المملكة المتحدة الـ39 عن دائرة ويكفيلد (23 فبراير 1950 – 5 أكتوبر 1951).
- في الانتخابات العامة في المملكة المتحدة 1951 [الإنجليزية]‏، انتخب عضو برلمان المملكة المتحدة الـ40 عن دائرة ويكفيلد (25 أكتوبر 1951 – 9 يونيو 1954).
- انتخب نائب زعيم حزب العمال [الإنجليزية]‏ (26 نوفمبر 1935 – 25 مايو 1945).
- انتخب اللورد أمين الختم الكنيف [الإنجليزية]‏ (27 يوليو 1945 – 17 أبريل 1947).
- انتخب مسؤول الصرف العام [الإنجليزية]‏ (9 يوليو 1946 – 5 مارس 1947).
- انتخب عضو مجلس الشورى البريطاني.

## روابط خارجية
- آرثر غرينوود على موقع الموسوعة البريطانية (الإنجليزية)
- آرثر غرينوود على موقع مونزينجر (الألمانية)